# Saint Jacques le Mineur (Le Greco)
Pour les articles homonymes, voir Saint Jacques le Mineur.
Saint Jacques le Mineur (El apóstol Santiago el Menor)  est une peinture à l'huile sur toile de 98 × 78 cm réalisée par Le Greco  en 1609 à Tolède, et exposée à la cathédrale Sainte-Marie de Tolède.

## Analyse
Ce tableau fait partie de la série des Apôtres (Apostolado), avec le Saint Jean l'Évangéliste du Musée du Prado et d'autres œuvres commandées à l'époque par le cardinal Bernardo de Sandoval y Rojas.
L'apôtre saint Jacques le Mineur porte une tunique jaune, un manteau bleu ciel, tenant un livre de l'Évangile. Le point central d'attention est le visage du saint illuminé. Les étoffes pesantes de son vêtement masquent le corps du personnage comme on le rencontre dans l'école vénitienne.